# Alitalia

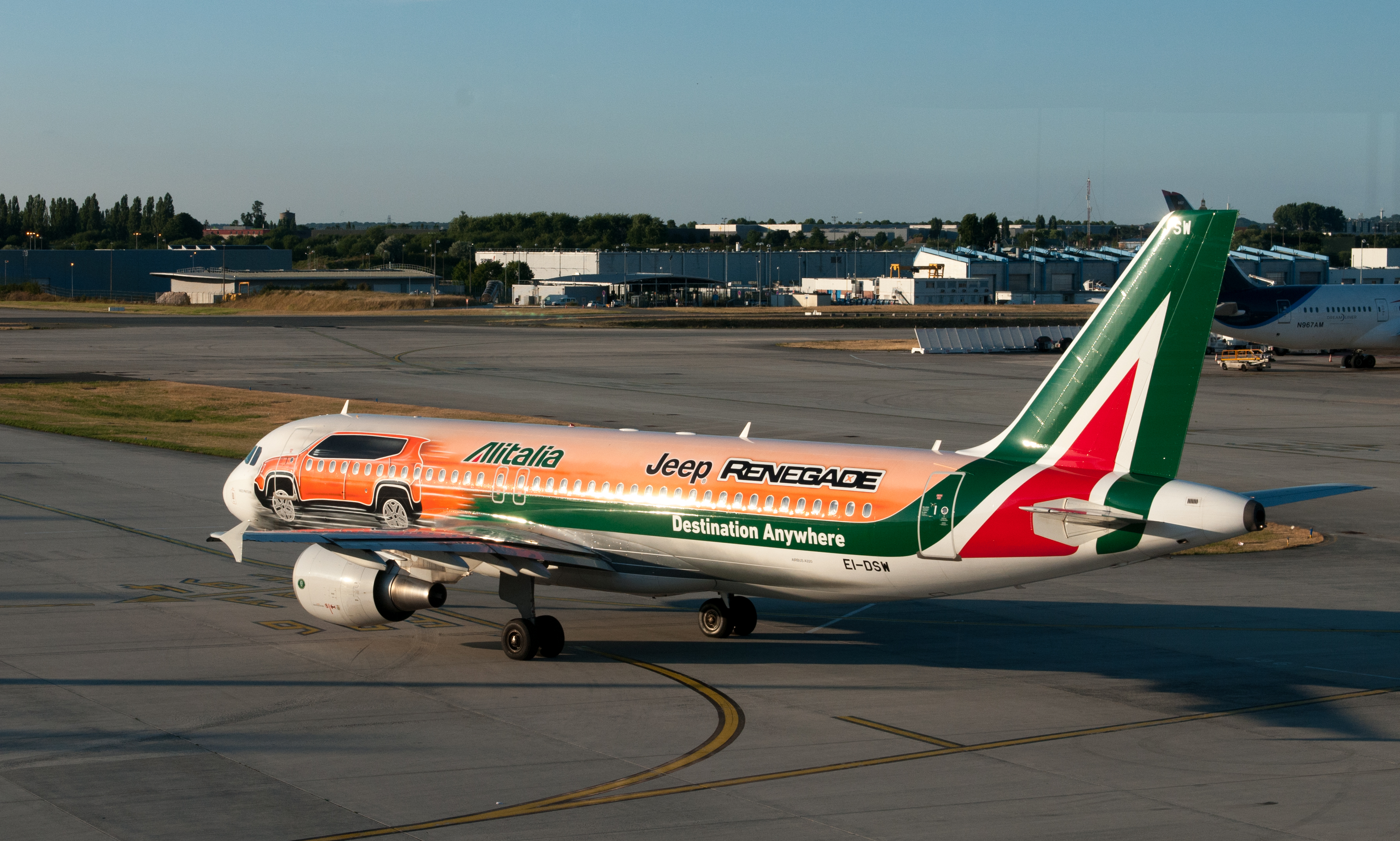
Alitalia A320 EI-DSW (Paris)

Alitália («Алита́лия») (BIT: ATL) — бывшая итальянская авиакомпания. Основанная в 1946 году, компания была признана банкротом и упразднена в 2021 году. Последний рейс совершён 14 октября 2021 года из Кальяри в Рим.
Штаб-квартира — в Риме; 
аэропорт — Фьюмичино (Леонардо Да Винчи).

## История
Основана в 1946 году под названием Aerolinee Italiane Internazionali.
30 декабря 2008 года начата процедура объединения с итальянской авиакомпанией Air One, 13 января 2009 года основной этап объединения был закончен, внесены изменения в системы бронирования и скорректированы расписания рейсов. Результатом объединения, помимо увеличения числа воздушных судов, стало увеличение числа направлений по Италии до 74, а еженедельное число рейсов выросло до 2500. Рейсы выполняются из шести аэропортов: Рим (Леонардо да Винчи), Милан (Мальпенса), Турин, Венеция (Марко Поло), Неаполь (Каподичино) и Катания (Фонтанаросса).
В августе 2014 года эмиратская авиакомпания Etihad Airways приобрела все акции компании у правительства Италии; были проведены работы по реновации салонов всех воздушных судов, проведён незначительный ребрендинг, началась процедура по улучшению качества обслуживания пассажиров.
14 октября 2021 года компания прекратила рейсы в связи с банкротством. Некоторые активы компании, включая часть самолётов, бренд, коды рейсов, программу лояльности и слоты в аэропорту Лондона в процессе ренационализации перешли новой авиакомпании ITA - Italia Trasporto Aereo, которая начала свою работу 15 октября.

## Собственники и руководство
Правительству Италии принадлежали 49,9 % акций авиакомпании. Капитализация на бирже в Милане на начало апреля 2007 года — 1,38 млрд евро ($1,84 млрд).
20 ноября 2008 года правительство Италии и Евросоюз одобрило продажу Alitalia (к этому моменту уже несколько лет находившейся в кризисе и в августе 2008 года объявившей о банкротстве) консорциуму инвесторов Compagnia Aerea Italiana (САI). Инвесторы предложили за акции компании 1,052 млрд евро.
8 августа 2014 года эмиратская авиакомпания Etihad Airways объявила о приобретении всех акций у правительства Италии, тем самым приватизировав национального перевозчика страны. Сумма сделки составила 560 млн евро, из которых 387,5 млн евро ушло на приобретение акций итальянского перевозчика, а около 112 млн евро — на покупку 75 % акций Alitalia Loyalty, которая обслуживает программу лояльности авиакомпании — MilleMiglia (т. е. доступ к информации по часто летающим пассажирам). Оставшиеся 60 млн евро были потрачены на слоты в аэропорту Лондона Хитроу, которые в дальнейшем будут сдаваться в аренду Alitalia на рыночных условиях.
Уже через месяц после приобретения контрольного пакета акций Etihad Airways, в компании Alitalia начались работы по реновации салонов всех воздушных судов, проведён незначительный ребрендинг, началась процедура по улучшению качества обслуживания пассажиров, запущен новый сайт.
В общей сложности Etihad инвестирует 1,76 млрд евро, что позволит Alitalia стать прибыльной к 2017 г.

## Флот

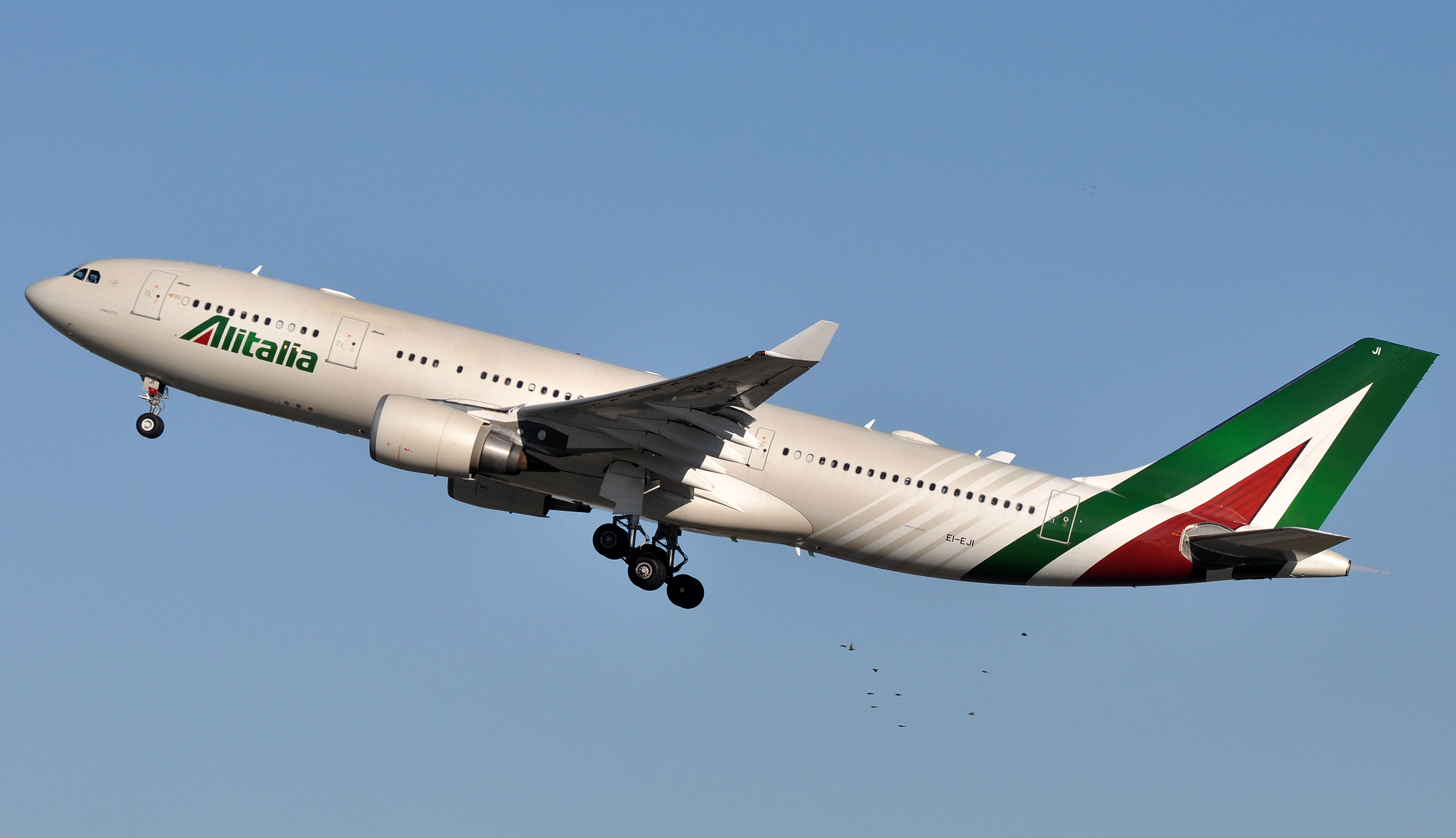
Airbus A330-200 авиакомпании Alitalia

В июле 2021 года флот Alitalia состоял из 84 самолетов, средний возраст которых 15,1 лет:

## Бортовое издание
Полноцветный журнал «Ulisse», название которого совпадает с именем клуба для часто летающих пассажиров компании.

## Программа лояльности
Программа «MilleMiglia» (досл. «тысяча миль»). За каждый полёт зарегистрированному участнику программы на персональный счёт начисляется определённое количество премиальных «миль», на которые участник впоследствии может приобретать премиальные авиабилеты. Принцип работы программы MilleMiglia идентичен принципам программ лояльности авиакомпаний-членов альянса SkyTeam, в частности, программы «Аэрофлот Бонус» авиакомпании «Аэрофлот — Российские Авиалинии». Такая унификация позволяет пассажирам накапливать «бонусные мили» на счёт в своей авиакомпании, пользуясь услугами других.

Участник программы MilleMiglia, набравший 20000 бонусных миль, может также получить карту клуба для часто летающих пассажиров «Ulisse», которая открывает доступ ещё к ряду дополнительных возможностей и бонусов.

## Показатели деятельности
В 2006 году авиакомпания перевезла 24,16 млн пассажиров. Выручка в 2006 году составила 4,7 млрд евро ($6,2 млрд), убыток до уплаты налогов — 405 млн евро ($535 млн).
C 1999 года компания была убыточной. С 2017 года действовало внешнее управление компании.

## Авиационные происшествия
По данным с сайта Aviation Safety Network на самолетах Alitalia погибло 474 человека. Ниже представлен список катастроф с человеческими жертвами.
| Дата       | Воздушное судно        | Бортовой номер | Место                             | Жертвы  | Описание |
| ---------- | ---------------------- | -------------- | --------------------------------- | ------- | --- |
| 27.01.1951 | Savoia-Marchetti SM.95 | I-DALO         | 8км от Чивитавеккьи               | 14/17   | Разбился. (загорелся в воздухе) |
| 21.12.1959 | Vickers Viscount       | I-LIZT         | Чампино (аэропорт)                | 2/2     | Вошел в правый крен при посадке. |
| 26.02.1960 | Douglas DC-7           | I-DUVO         | Шаннон (аэропорт)                 | 34/52   | Потерял высоту и ударился о землю. Точная причина не установлена. |
| 07.07.1962 | Douglas DC-8           | I-DIWD         | 11км от Джуннара                  | 94/94   | Командир рейса начал преждевременное снижение ночью из-за навигационной ошибки. Самолет врезался в пологий склон.                                                                                  |
| 28.03.1962 | Vickers Viscount       | I-LAKE         | Везувий                           | 45/45   | Врезался в вулкан Везувий. |
| 02.08.1968 | Douglas DC-8           | I-DIWF         | 11,5км от аэропорта Мальпенса     | 12/95   | Врезался в лесистый склон холма из-за ошибок экипажа. |
| 05.05.1972 | Douglas DC-8           | I-DIWB         | горы Лонга, Палермо               | 115/115 | Врезался в горы Лонга. Истинную причину установить не удалось. Эта катастрофа остается крупнейшей авиакатастрофой в истории итальянской авиации и крупнейшей катастрофой одного самолета в Италии. |
| 02.12.1978 | McDonnell Douglas DC-9 | I-DIKQ         | Тирренское море                   | 108/129 | Дезориентация пилотов, которые неверно определили расстояние до аэропорта. Самолет врезался в Тирренское море.                                                                                     |
| 14.11.1990 | McDonnell Douglas DC-9 | I-ATJA         | г.Стадлер; В 9,6км от Цюриха      | 46/46   | Сбой в работе навигационных приборов, ошибки экипажа. Врезался в северный склон горы Стадлер. |
| 25.02.1999 | Dornier Do 328         | D-CPRR         | Аэропорт имени Христофора Колумба | 4/31    | Рейс выполнялся авиакомпанией Minerva Airlines. При посадке выкатился за пределы ВПП и оказался в море. Фюзеляж самолета затонул.                                                                  |

## Галерея

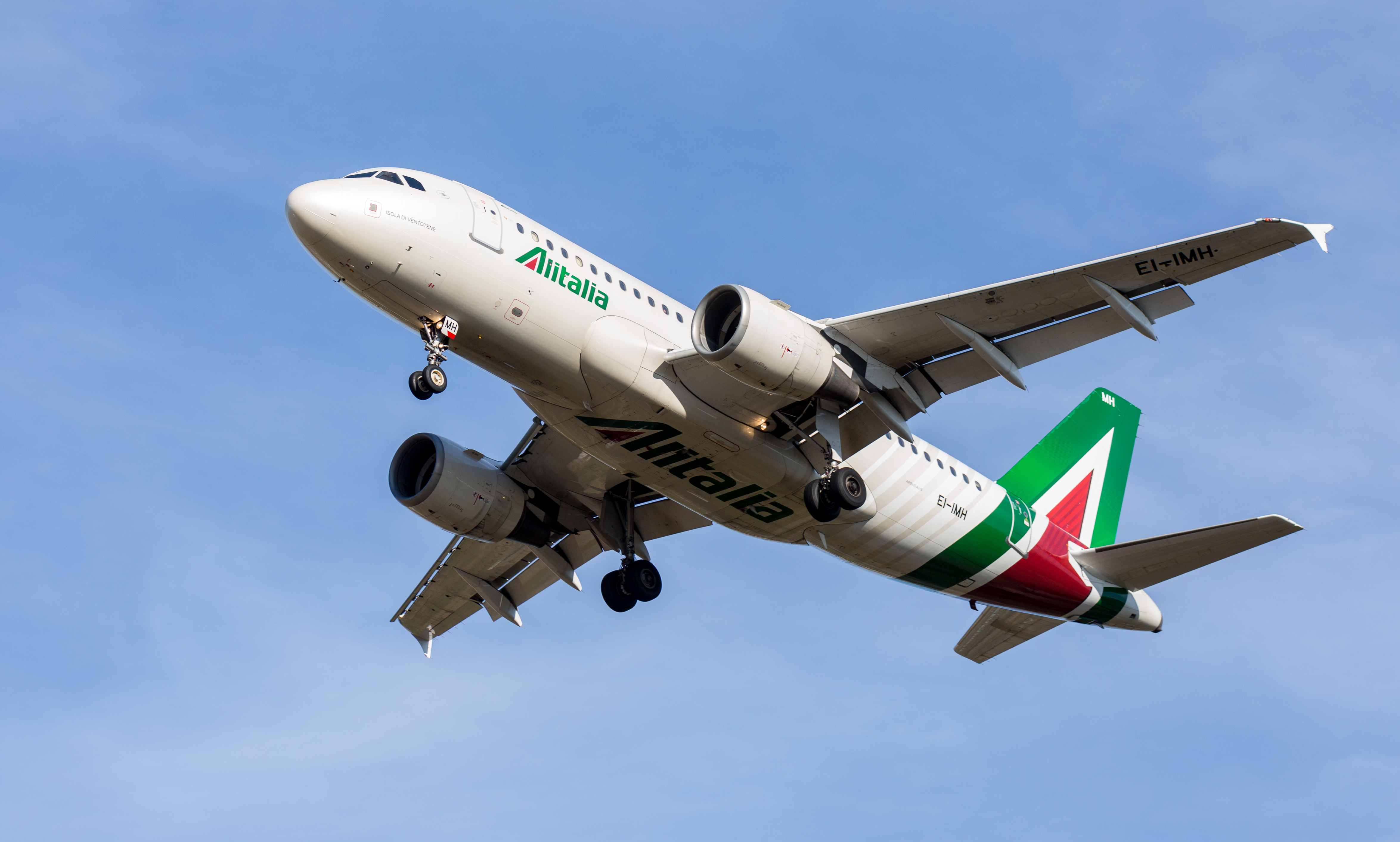
Airbus A319-100
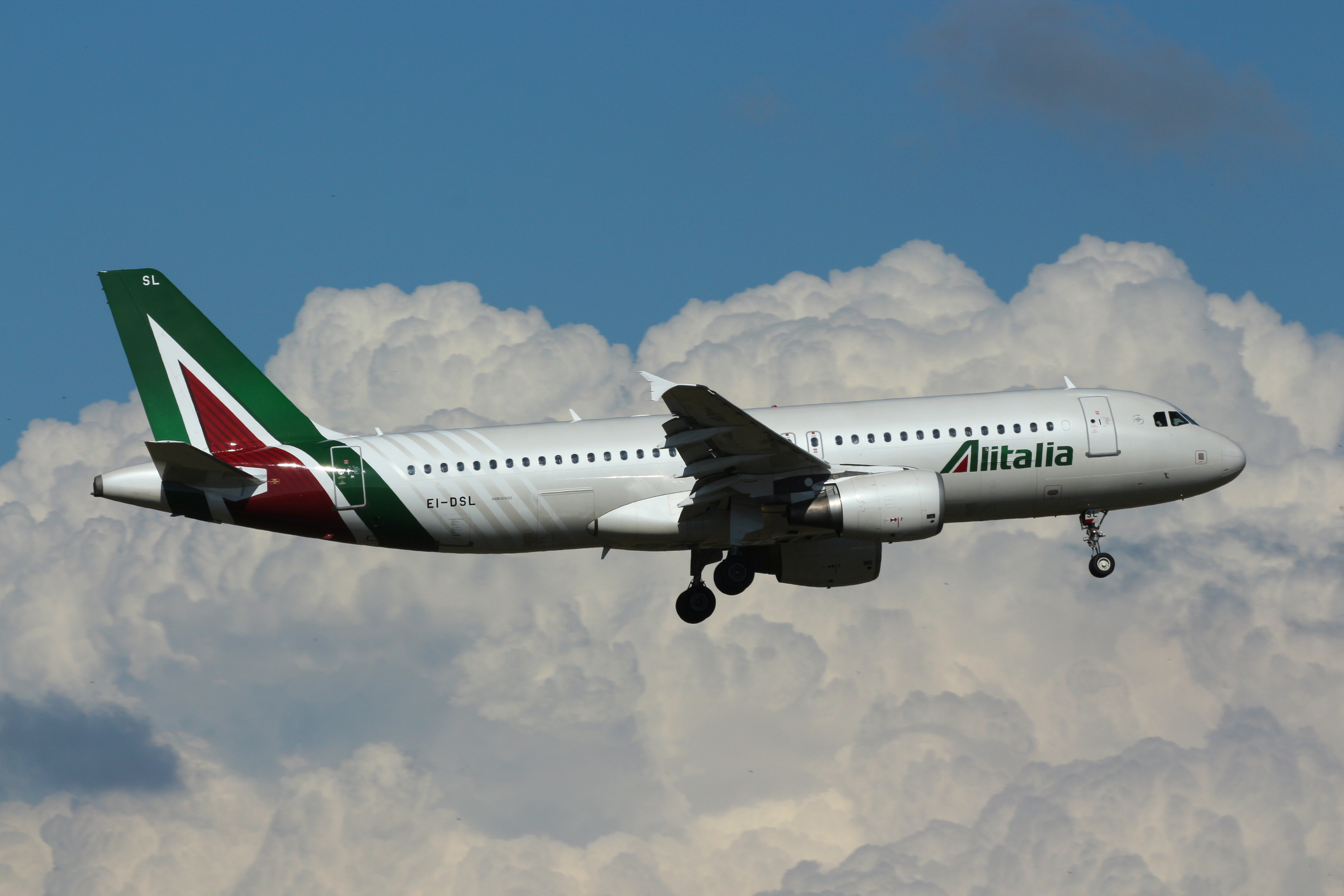
Airbus A320-200
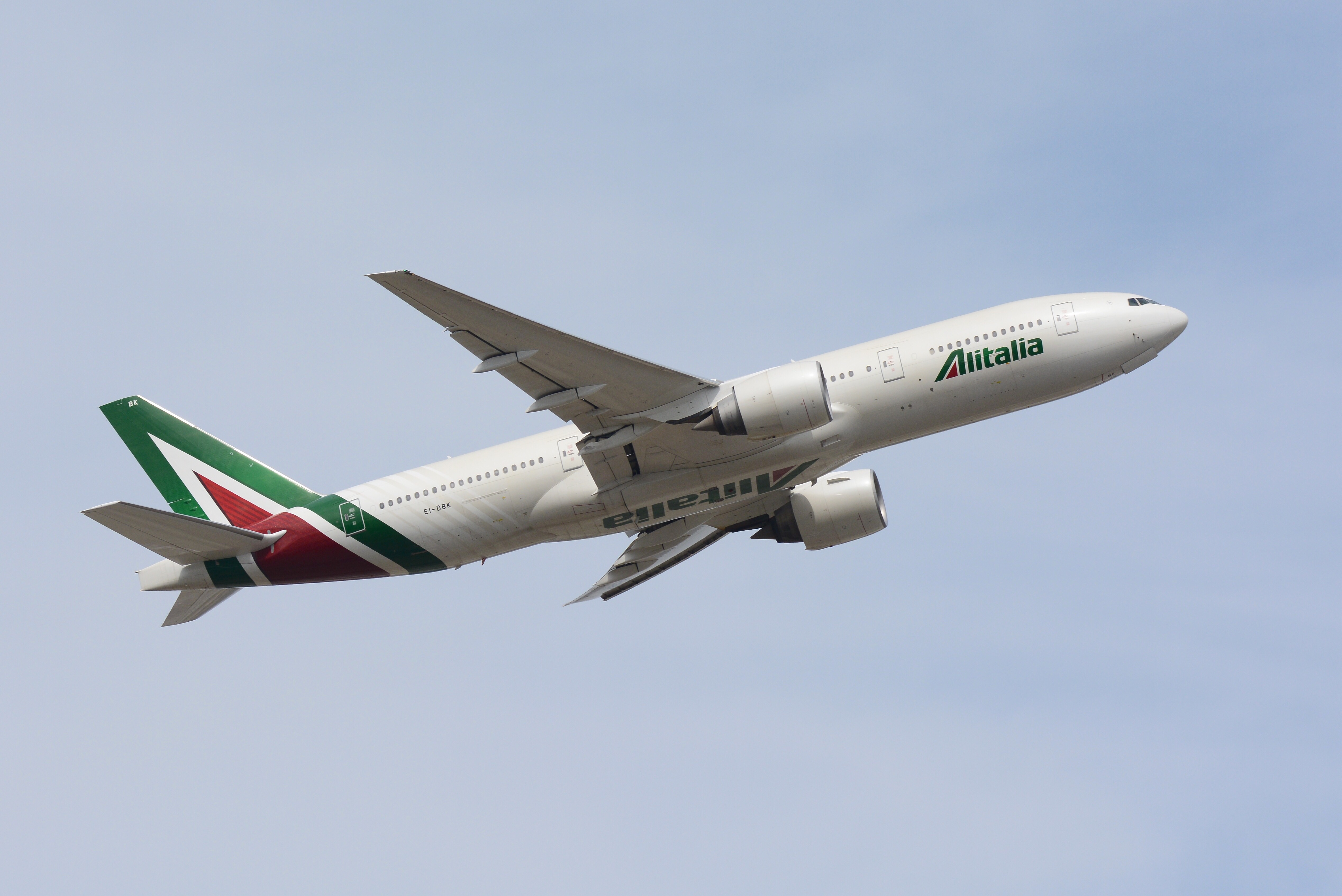
Boeing 777-200ER
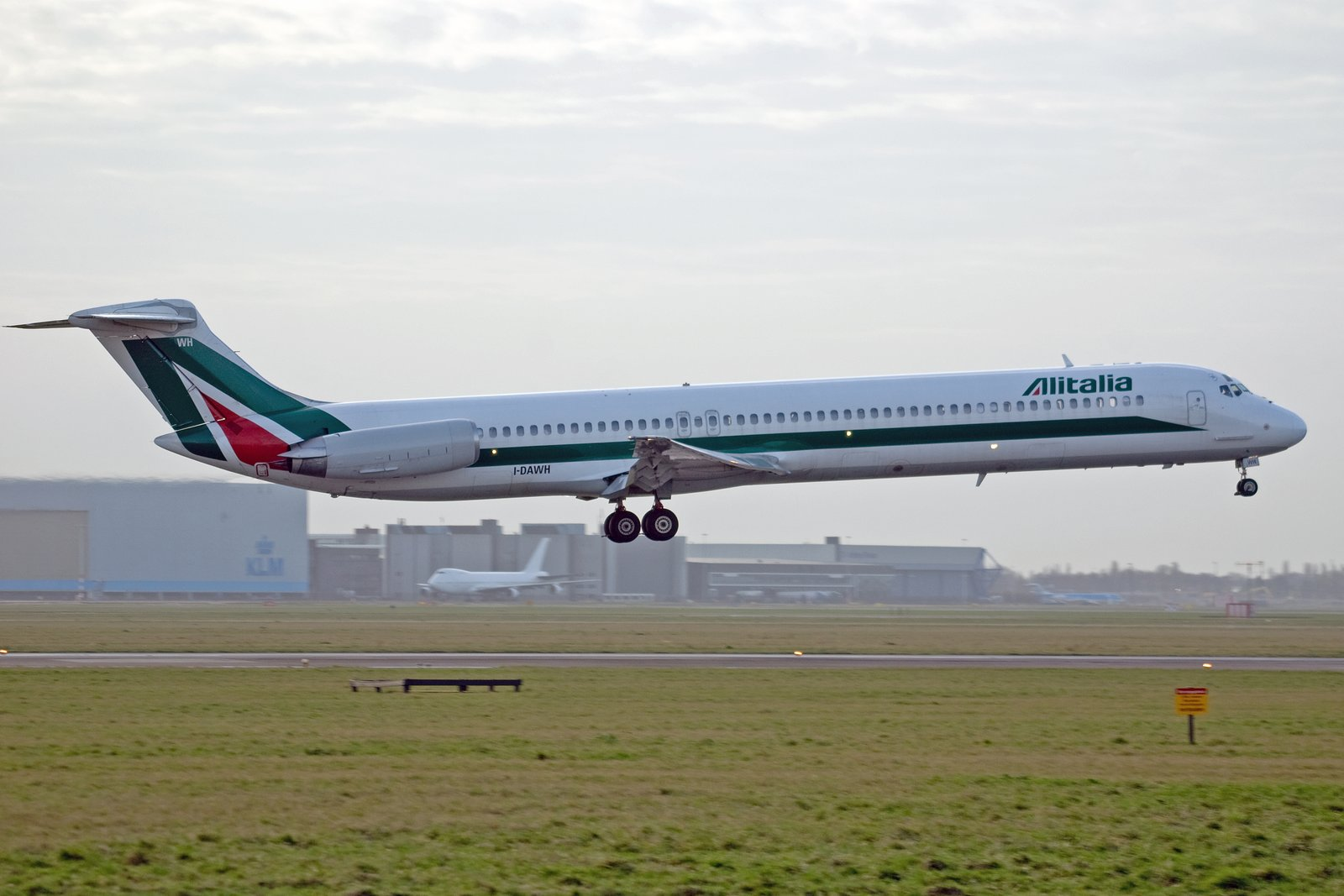
McDonnell Douglas MD-82